# Franca Polesello
Franca Polesello (Oderzo, 7 agosto 1930 – Roma, 8 marzo 2021) è stata un'attrice italiana, attiva fino alla prima metà degli anni settanta.

## Biografia
Franca Polesello iniziò la sua carriera alla fine degli anni cinquanta nello spettacolo, dopo essere diventata Miss Lombardia. Lavorò come modella televisiva e indossatrice, per poi apparire negli anni sessanta in film di genere peplum. In seguito fu scritturata per film commedia, film drammatici e spy-story.
Tra i ruoli che le hanno dato maggiore notorietà si può citare quello della moglie del commendatore nel film Il sorpasso (1962).
Prese parte ad alcune pellicole della coppia formata da Franco Franchi e Ciccio Ingrassia, tra le quali Veneri al sole (1965) e I 2 magnifici fresconi (1968).
La carriera di Franca Polesello durò poco più di un decennio, con una trentina di partecipazioni cinematografiche complessive, dopodiché l'attrice abbandonò l'attività artistica.

## Filmografia parziale
- Maciste il gladiatore più forte del mondo, regia di Michele Lupo (1962)
- Il sorpasso, regia di Dino Risi (1962)
- Il successo, regia di Mauro Morassi (1963)
- I piaceri nel mondo, regia di Vinicio Marinucci (1963)
- Totò sexy, regia di Mario Amendola (1963)
- Notti nude, regia di Ettore Fecchi (1963)
- I gemelli del Texas, regia di Steno (1964)
- Il treno del sabato, regia di Vittorio Sala (1964)
- Una domenica d'agosto, episodio di Amore facile, regia di Gianni Puccini (1964)
- Veneri al sole, regia di Marino Girolami (1965)
- Io uccido, tu uccidi, regia di Gianni Puccini (1965)
- Agente 077 missione Bloody Mary, regia di Sergio Grieco (1965)
- Io la conoscevo bene, regia di Antonio Pietrangeli (1965)
- A.D3 operazione squalo bianco, regia di Filippo Walter Ratti (1965)
- Spiaggia libera, regia di Marino Girolami (1966)
- Navajo Joe, regia di Sergio Corbucci (1966)
- Mondo pazzo... gente matta!, regia di Renato Polselli (1966)
- 28 minuti per 3 milioni di dollari, regia di Maurizio Pradeaux (1967)
- Gangsters '70, regia di Mino Guerrini (1968)
- I 2 magnifici fresconi, regia di Marino Girolami (1969)
- Tarzana, sesso selvaggio, regia di Guido Malatesta (1969)
- Lo strangolatore di Vienna, regia di Guido Zurli (1971)
- Spara Joe... e così sia!, regia di Emilio P. Miraglia (1971)

## Doppiatrici italiane
- Mirella Pace in Amore facile, Spara Joe... e così sia!
- Noemi Gifuni in Il sorpasso
- Flaminia Jandolo in Navajo Joe
- Rita Savagnone in 28 minuti per 3 milioni di dollari
- Fiorella Betti in Gangsters '70
- Sandra Milo in I 2 magnifici fresconi